# أمازونينو مينديز
أمازونينو مينديز (من مواليد 16 نوفمبر 1939 في إيرونيبي، الأمازون) سياسي برازيلي. شغل منصب حاكم ولاية أمازوناس البرازيلية لثلاث فترات غير متتالية. شغل منصب الحاكم لأول مرة من عام 1987 حتى 2 أبريل 1990، عندما استقال من منصبه للترشح لمجلس الشيوخ الفيدرالي. تم انتخابه حاكمًا في عام 1995، وخدم من عام 1995 حتى عام 2003. في عام 2017 تم انتخاب مينديز محافظًا لأمازوناس خلفًا لديفيد ألميدا الذي تولى منصب الحاكم المؤقت في أعقاب عزل المحكمة الانتخابية العليا للحاكم السابق خوسيه ميلو ونائب الحاكم السابق إنريكي أوليفيرا. نتيجة لذلك تولى رئيس الجمعية التشريعية لولاية أمازوناس مهامه حتى إجراء الانتخابات في 6 و27 أغسطس.